# Stefan Reinartz (Ruderer)
Stefan Wilhelm Reinartz (* 20. September 1925 in Köln; † 5. Juli 2007 ebenda) war ein deutscher Ruderer.

## Biografie
Stefan Reinartz gewann während seiner Ruderkarriere vier Deutsche Meistertitel. Davon zwei mit dem Achter (1950 und 1952) und 1954 jeweils einen im Vierer mit und einen im Vierer ohne Steuermann.
Des Weiteren nahm Stefan Reinartz an den Olympischen Sommerspielen 1952 in Helsinki teil. Zusammen mit seinen Brüdern Michael und Anton sowie Hans Betz, Peter Betz, Roland Freihoff, Heinz Zünkler, Anton Siebenhaar und Steuermann Hermann Zander wurde er in der Regatta mit dem Achter Fünfter.